# (8037) 1993 HO1
A (8037) 1993 HO1 egy földközeli kisbolygó. Robert H. McNaught fedezte fel 1993. április 20-án.